# Familiaris consortio
Familiaris consortio ist ein nachsynodales  Apostolisches Schreiben, mit dem sich der römisch-katholische Papst Johannes Paul II. am 22. November 1981 an die Bischöfe, die Priester und die Gläubigen der Organisation Kirche wandte. Es trägt den Untertitel „Über die Aufgaben der  christlichen Familie in der Welt“. Er fasste mit diesem Schreiben die Ergebnisse der Fünften Ordentlichen Bischofssynode, die vom 26. September bis 25. Oktober 1980 in Rom abgehalten wurde, zusammen. Es wurde veröffentlicht in den Acta Apostolicae Sedis, Jahrgang 74 (1982), S. 81–191.

## Die Bischofssynode
Johannes Paul II. beschreibt in seiner Einleitung das große Interesse der Kirche für die Familie und skizzierte den Stellenwert von Ehe, Familie und Erziehung in unserer Gesellschaft. (FC 2) Der Papst stellt eine Verknüpfung zu den vorhergegangenen Bischofssynoden und dem Auftrag des Zweiten Vatikanischen Konzils her und erklärt, dass die letzte abgelaufene Synode mit jener über das „Amtspriestertum“ und über die „Gerechtigkeit in der Welt von heute“ in einer gewissen gedanklichen Verbindung steht. (FC 2)

„Zum Abschluss ihrer Beratungen überreichten mir die Väter der Synode eine umfangreiche Liste von Vorschlägen ("Propositiones"). Sie enthält die Ergebnisse ihrer Überlegungen in jenen arbeitsreichen Tagen. Einmütig baten sie mich, vor der Menschheit die lebendige Sorge der Kirche für die Familie zu bekunden und geeignete Weisungen für einen erneuerten pastoralen Einsatz in diesem so grundlegenden Bereich menschlichen und kirchlichen Lebens zu geben.“

## Gliederung
Das apostolische Schreiben Familiaris Consortio ist in 86 Randnummern gegliedert. In den insgesamt acht Sprachversionen (D, E, Es, F, I, L, Pl, Pt) tragen die sieben modernen Sprachen nicht nur die Gliederung, sondern auch Überschriften und Unter-Überschriften, die hier der deutschen Version entnommen wurden. Der lateinische (Ur-)Text hat keine solchen Überschriften.
Einleitung
1. Die Familie heute – Licht und Schatten
2. Ehe und Familie im Plan Gottes
3. Die Aufgaben der christlichen Familie
I. Die Bildung einer Gemeinschaft von Personen
II. Der Dienst am Leben
III. Die Teilnahme der Familie an der gesellschaftlichen Entwicklung
IV. Die Teilnahme der Familie am Leben und an der Sendung der Kirche
4. Familienpastoral: Zeiten, Strukturen, aktiv Beteiligte, besondere Situationen
I. Zeiten für die Familienpastoral
II. Strukturen der Familienpastoral
III. Mitwirkende in der Familienpastoral
IV. Familienpastoral für schwierige Situationen
Schluss
Im Folgenden sind herausragende Teilaspekte erwähnt:

## Zur Menschheit und Familie
Die Kernaussage lautet: Die Zukunft der Menschheit ist eng mit der der Familie und der Liebe verbunden, Johannes Paul II. meint, dass die Familie entscheidend für das Schicksal der Menschen ist. Die Familie ist gleichfalls für das Glück, die Fähigkeit, der Existenz und dem Sinn des Menschen von außerordentlicher Bedeutung (FC 86), sie ist gleichzeitig der Ursprung und das Fundament der Menschheit. „Denn“, so schreibt er, „der Mensch kann ohne Liebe nicht leben und bleibt, wenn er der Liebe nicht begegnet und sie erfährt für sich allein ein unbegreifliches Wesen“. (FC 18)

## Über die Gesellschaft und Familie
Zu den grundlegenden Aufträgen einer Gesellschaft gehört es, die Familie zu achten und zu fördern (FC 45), dieses bindet die Anerkennung, Achtung und Stärkung der Rechte der Familie ein. (FC 46) Aufgaben, welche die Familien ohne Unterstützung erfüllen können, müssen in ihrer Verantwortung bleiben, jedoch ist es eine „Pflicht der Autoritäten die Familie zu unterstützen und da wo es notwendig ist mit angemessenen Mitteln zu fördern“. (FC 45)

## Zum Schutz der Ehe und Familie
Zum Schutz der Ehe und Familie führt der Papst aus, dass die „Ehe als Institution  weder ein ungebührliches Eingreifen der Gesellschaft oder der Autorität noch ein von außen kommendes Auferlegen einer Form, sondern eine dem ehelichen Liebesbund innewohnende Notwendigkeit ist…“. (FC 11) Der Schutz der Familie, so führt er fort, ist eine Aufgabe von herausragender Dringlichkeit, sie erhebt deshalb diese Wichtigkeit, weil der „Ehe und der Familie eine unersetzliche Bedeutung für die authentische Entwicklung des menschlichen Zusammenlebens zukommt“. (FC 42-48) Den Schutz der Ehe und Familie legt der Papst in die Hände der öffentlichen Autoritäten und empfiehlt, dass die „öffentliche Meinung nicht nur zu einer Unterbewertung der Bedeutung der Institution von Ehe und Familie verleitet werden soll“. (FC 81)

## Über die Würde und Rechte der Kinder
Zur Erhaltung der persönlichen Würde des Kindes ist es für die Gemeinschaft besonders wichtig, den Kindern ihre ganze Aufmerksamkeit zu schenken. „Das gilt für jedes Kind, gewinnt aber eine besondere Dringlichkeit wenn das Kind noch klein und hilflos ist, krank, leidend oder behindert“. (FC 26)

## Von der Aufgabe zur Erziehung
Eine bedeutende Aufgabe in der Familie ist die in Freiheit und Verantwortung übernommene Erziehung der Kinder. Eine gute Erziehung ist eine der Voraussetzungen um in der Gesellschaft Aufgaben der unterschiedlichsten Art zu übernehmen. „In der Erziehung werden den Kindern überdies Werte zur Aneignung vermittelt, die für jeden freien, ehrbaren und verantwortungsbewussten Bürger grundlegend sind“. (FC 43) Eine gute Erziehung erscheint dann gewährleistet zu sein, „wenn die Kinder – zum Dialog, zur Begegnung, zur Gesellschaftlichkeit, zur Gesetzestreue, zur Solidarität und zum Frieden hingeführt werden, indem sie lernen, die grundlegenden Tugenden der Gerechtigkeit und der Liebe zu üben“. (FC 43)

### Zum Recht der Kindererziehung
Aus dem Recht der Kindererziehung entsteht gleichwohl die Pflicht der Eltern, mit der Weitergabe des menschlichen Lebens verantwortungsbewusst umzugehen. „Aufgrund der Einzigartigkeit der Beziehung, die zwischen Eltern und Kindern besteht; als unersetzlich und unveräußerlich, weshalb die anderen nicht völlig übertragen noch von anderen in Beschlag genommen werden können“. (FC 36) Mit der Erziehung übermitteln die Eltern zudem Werte, die für den späteren erwachsenen Bürger grundlegend sind. (FC 43)
Zu diesem Themenbereich wird ausgeführt, dass die Eltern nicht die einzigen Erzieher ihrer Kinder seien (FC 40), vielmehr wird die Erziehung in Zusammenarbeit mit zivilen und kirchlichen Organisationen zu koordinieren sein.

## Über die familiäre Solidarität
Den Familien muss bewusst sein, dass sie die Mitverantwortung für mögliche Veränderungen in der Gesellschaft tragen und sie daher die Initiative in der Familienpolitik ergreifen müssen. Bei der Umverteilung der finanziellen Ressourcen muss das Prinzip der Solidarität den Vorrang haben, das bedeutet, dass die Unterstützung der Familie viel Aufmerksamkeit gewidmet werden muss. (FC 44-45).

## Das Sakrament der Ehe
Der Papst begründet das Sakrament der Ehe mit der Tatsache, dass der bräutliche Bund ein bedeutender Ausdruck für die „Liebesgemeinschaft zwischen Gott und den Menschen und ein Schlüssel ist, um die Stationen des großen Bundes, den Gott mit seinem Volk geschlossen hat, in ihrer Symbolik zu begreifen“. (FC 12, 13) Die Familie, die durch das sakramentale Band verbunden ist, bezeugt somit, dass sie mit der Kirche verbunden ist und die Familie eine Hauskirche oder Kirche im Kleinen darstellt. Deshalb ist sie dazu berufen „Zeichen der Einheit für die Welt zu sein und so ihr prophetisches Amt auszuüben…“. (FC 48)

## Zum Charakter der Ehe und Liebe
Die charakteristischen Züge der Ehe sind: die Ganzheitlichkeit, mit der die Eheleute sich in allem, was die Person leiblich und geistig ausmacht, einander schenken, die Unauflöslichkeit und Treue, die Fruchtbarkeit für die sie von Natur aus offen ist. (FC 13,19)

### Zur Empfängnisverhütung
„Was die „Methoden“ einer verantwortungsbewussten Fortpflanzung angeht, sind vor allem Sterilisierung und Schwangerschaftsabbruch als moralisch unzulässig abzulehnen. Auch der Rückgriff auf empfängnisverhütende Mittel in ihren verschiedenen Formen ist abzulehnen. (FC 32)“

### Ehescheidung und Wiederheirat
Zunächst erwähnt der Papst, dass mit der Einführung der Ehescheidung in die bürgerliche Rechtsprechung eine beziehungslose Deutung des ehelichen Bundes Vorschub geleistet wurde, der dem Respekt gegenüber dem Sakrament keinen Raum einräumt. „Der gebührende Respekt sowohl vor dem Sakrament der Ehe als auch vor den Eheleuten und ihren Familien selbst auch vor der Gemeinschaft der Gläubigen verbietet jedem Seelsorger, aus irgendeinem Grund oder unter irgendeinem Vorwand, und sei dieser auch pastoraler Natur, eine wie auch immer geartete Zeremonie für Geschiedene zu vollziehen, die sich wieder verheiraten wollen“. (FC 20)

## Zum Stellenwert der Frau
Im Verhältnis von Familie und Arbeit verdient die Arbeit der Frau in der Familie besondere Aufmerksamkeit. Die Pflegearbeit, angefangen bei der mütterlichen Pflege, stellt, gerade weil sie dem Dienst an der Lebensqualität gewidmet und auf diesen ausgerichtet ist, eine bedeutende Tätigkeit da. Sie muss sozial entsprechend anerkannt und aufgewertet werden (FC 23).

### Die Frau in der Arbeitswelt
Die Arbeit ist eine Grundlage für den Aufbau des Familienlebens, sie sichert den Lebensunterhalt und gewährleistet die Erziehung der Kinder. (FC 23) Die Dringlichkeit einer wirklichen „Anerkennung der Rechte der Frauen in der Arbeitswelt wird vor allem unter dem Aspekt der Bezahlung, der Versicherung und der sozialen Versorgung deutlich“. (FC 24)

## Ältere Menschen
Die Fürsorge für die älteren Menschen kann Zeugnis dafür geben, dass gewisse Aspekte des Lebens, wie menschliche und kulturelle, moralische und soziale Werte, nicht nach wirtschaftlichen oder funktionalen Kriterien gemessen werden. „Schließlich geht es nicht allein darum, etwas für die alten Menschen zu tun, es gilt vielmehr, diese Personen auf konkrete Weise auch als verantwortliche Mitarbeiter, als Förderer von Projekten zu akzeptieren, an denen sie sowohl in der Phase der Planung als auch des Dialogs und der Durchführung teilnehmen“. (FC 27)